# Гирда-де-Сус (комуна)
Гирда-де-Сус (рум. Gârda de Sus) — комуна у повіті Алба в Румунії. До складу комуни входять такі села (дані про населення за 2002 рік):
- Ізвоареле (60 осіб)
- Біхарія (113 осіб)
- Гецарі (116 осіб)
- Гирда-Сяке (148 осіб)
- Гирда-де-Сус (361 особа) — адміністративний центр комуни
- Добрешть (64 особи)
- Дялу-Ординкушій (23 особи)
- Дялу-Фрумос (73 особи)
- Мунуне (90 осіб)
- Окоале (277 осіб)
- Плай (131 особа)
- Плішть (18 осіб)
- Скоарца (19 осіб)
- Сніде (96 осіб)
- Сучешть (67 осіб)
- Хенешешть (96 осіб)
- Хузерешть (113 осіб)

Комуна розташована на відстані 339 км на північний захід від Бухареста, 71 км на північний захід від Алба-Юлії, 68 км на південний захід від Клуж-Напоки, 145 км на північний схід від Тімішоари.

## Населення
За даними перепису населення 2002 року у комуні проживали 1865 осіб, усі — румуни. Усі жителі комуни рідною мовою назвали румунську.
Склад населення комуни за віросповіданням:
| Релігія            | Кількість осіб | Відсоток |
| ------------------ | -------------- | -------- |
| православні        | 1855           | 99,5%    |
| не релігійні       | 3              | 0,2%     |
| п'ятдесятники      | 1              | 0,1%     |
| баптисти           | 1              | 0,1%     |
| адвентисти         | 1              | 0,1%     |
| не вказали релігію | 4              | 0,2%     |